# Port w Narjan-Marze
Port w Narjan-Marze – port morski na rzece Peczorze, znajdujący się w mieście Narjan-Mar w Nienieckim Okręgu Autonomicznym.
Ze względu na zamarzanie rzeki, port dostępny jest od połowy czerwca do połowy października. Z pomocą lodołamaczy okres ten może być przedłużony do połowy listopada. Port posiada cztery nabrzeża, o łącznej długości 400 m. Może on obsłużyć jednostki do 114 m długości, 16 m szerokości i zanurzeniu do 4,9 m. Do obsługi przeznaczonych jest 6 dźwigów portowych.
Najbliższą stacją kolejową jest stacja w Peczorze w odległości 340 km od portu.